# Велике Рибушкіно
Велике Рибушкіно (рос. Большое Рыбушкино) — село в Краснооктябрському районі Нижньогородської області Російської Федерації.
Населення становить 1788 осіб. Входить до складу муніципального утворення Краснооктябрський округ.

## Історія
До травня 2022 року входило до складу муніципального утворення Большерибушкинська сільрада.

## Населення
| 2002 | 2010  |
| ---- | ----- |
| 1767 | ↗1788 |